# マーゴ・ガーヤン
マーゴ・ガーヤン（Margo Guryan、紹介初期はマーゴ・グリヤンとも、1937年9月20日 - 2021年11月8日）は、アメリカのソングライター、シンガー、ミュージシャン、作詞家である。

## 概要
ソングライターとしての彼女の作品は1958年に初めて録音されたが、おそらく最もよく知られているのは、スパンキー&アワー・ギャングとオリバーの両方でヒットした1960年代の曲「Sunday Mornin'」である。彼女の曲は、キャス・エリオット、グレン・キャンベル、アストラッド・ジルベルトなどにも録音されている。
ミュージシャンとしては、1968年にリリースされたアルバム『テイク・ア・ピクチャー』が最も有名である。このアルバムは2000年に再リリースされ、その後『25 Demos』（2001年）と名付けられたコンピレーションがリリースされた。2014年にはアメリカのレコード会社Burger Recordsから『27 Demos』と名付けられた別のコンピレーションがカセットでリリースされた。

## ディスコグラフィー

### アルバム
- テイク・ア・ピクチャー (1968)
- 25 Demo (2001)
- チョップスティックス・バリエーションズ (2009)
- 27 Demo (2014)
- 29 Demo (2016)

## 提供曲

### ソングライターとして
- 「ムーン・ライド」 - クリス・コナー（1958年）
- 「アイム・オン・マイ・ウェイ・トゥ・サタデー」-レオン・ビブ（『レオン・ビブ・シングス』収録、1961年）、ハリー・ベラフォンテ（『ザ・メニー・ムーズ・オブ・ベラフォンテ』収録、1962年）
- 「フォー・レター・ワーズ」-ミリアム・マケバ（『オール・アバウト・ミリアム』1966年収録）
- 「シンク・オブ・レイン」 - ジャッキー・デシャノン（『フォー・ユー』収録、1967年）、クロディーヌ・ロンジェ（『ザ・ルック・オブ・ラヴ』収録、1967年）、レズリー・ミラー（『ティーチ・ミー・トゥ・ラヴ・ユー』のB面、1967年）、ボビー・シャーマン（『コールドガール』のB面、1967年） モニック・レラク（『パンス・ア・ラ・プルイ』、仏語詞はミシェル・ジュルダン、1967年）、スプリット・レベル（『ディバイディング・ウィースタンド』、1968年）。
- 「サンデー・モーニング」 - スパンキー＆アワー・ギャング（1967）、ボビー・ジェントリー＆グレン・キャンベル（『ボビー・ジェントリー＆グレン・キャンベル』1968）、マリー・ラフォレ（「エ・シ・ジョータイム」、ミシェル・ジュルダンがフランス語で作詞、『アルバム: 4, 1968）、オリヴァー（1969）、ジュリー・ロンドン（『ヤミー、ヤミー、ヤミー』収録、1969）、スー・レイニー（『With A Little Help From My Friends』収録、1969）、ライナス・オブ・ハリウッド（2000）、バハマリンババンド、スー・レイニー、ディック・ウェルストゥード、リチャード "グルーヴ "ホームズ
- 「アイ・ドント・インテンド・トゥ・スパンド・クリスマス・ウィズアウト・ユー」- クローディーヌ・ロンジェ（1967）、セイント・エチエンヌ（1998）
- 「アイ・ラヴ」 - レノン・シスターズ（オン・ザ・グルーヴィー・サイド、1967年収録）
- 「キャン・ユー・テル」 - カーメン・マクレー（『サウンド・オブ・サイレンス』収録、1968年）
- 「ドント・ゴー・アウェイ」 - カーメン・マクレー（『サウンド・オブ・サイレンス』収録、1968年）
- 「カムトゥミー・スローリー」 - ジュリー・ロンドン（『ヤミー・ヤミー・ヤミー』収録、1969年）、サマンサ・ジョーンズ（『サムという名の少女』収録、1970年）。
- 「ソート」- モニカ・ゼッテルランド（「Tankar Om Dej Och Mej」として、スウェーデン語の歌詞はタゲ・ダニエルソン、『Volym Fyra - I valet och kvalet (1967-1973) 』より1995年リリース。）
- 「アイ・シンク・ア・ロット・アバウト・ユー」- キャス・エリオット（『ドント・コール・ミー・ママ・エニモア』収録、1973年）
- 「シャイン」 - ライナス・オブ・ハリウッド
- 「ラブソング」 - ファック（『Homesleep Singles Club #4』収録、2003年）
- 「ラヴ」 - ドーン・ランデス（『スウィート・ハート・ロデオ』収録、2009年）
- 「モア・アンダースタンディング・ザン・ア・マン」（作詞・作曲：ガーヤン） - ナンシー・ハロー（『ユー・ネヴァー・ノウ』1963年収録）、アリス・バブス（『アズ・タイム・ゴーズ・バイ』1960～1969年録音でリリース）。
- 「カリフォルニア・シェイク」 - ベン・レスター（2020年録音）
- 「ザ・ハム」 - ベドウィン（2020年）
- 「シンク・オブ・レイン」 - パール＆ザ・オイスターズ（2021年）

ガーヤンはオーネット・コールマン/ドン・チェリー/ケニー・ドーハムとクレジットされたアルバム「Lenox School Of Jazz Concert 1959」に2曲書いている。

### 作詞家として
- "Lonely Woman"（作曲：オーネット・コールマン） - クリス・コナー（1962年）、フレダ・ペイン（『アフター・ザ・ライツ・ゴー・ダウ・アンド・ムーチ・モア！！』1964年）、カロラ・スタンテルスキョルド（1966年）
- "Milano"（作曲：ジョン・ルイス） - クリス・コナー
- "This Lovely Feeling"（作曲：アリフ・マルディン）-ディジー・ガレスピー（1963年）
- "If I Were Eve"（作曲：ジョン・ルイス） - ナンシー・ハロー（『You Never Know』1963年収録）、アリス・バブス（『As Time Goes By』2009年リリース、1960～1969年録音）。
- "No-one" （作曲：アリフ・マーディン） - アリフ・マーディン、フィーチャリング・ダイアン・リーヴス（『All My Friends are Here』（2010年）収録
- "Song for the Dreamer" （作曲：ジョン・ルイス） - ナンシー・ハロー（『You Never Know』1963年）、アリス・バブス/ニルス・リンドバーグ・オーケストラ（『Music With A Jazz Flavour』1973年）)
- "To Welcome the Day"（作曲：オーネット・コールマン） - ジュディ・ニーマック（『ロング・アズ・ユー・リビング』収録、1990年）、パット・トーマス、マルコム・マクニール
- "I Want to Sing a Song"（作曲：ゲイリー・マクファーランド） - アニタ・オデイ（『All The Sad Young Men』収録、1962年）。